# Spathiulus tribolus
Spathiulus tribolus är en mångfotingart som beskrevs av Chamberlin 1941. Spathiulus tribolus ingår i släktet Spathiulus och familjen Parajulidae. Inga underarter finns listade i Catalogue of Life.